# Mallotus mirus
Mallotus mirus là một loài thực vật có hoa trong họ Đại kích. Loài này được S.E.C.Sierra mô tả khoa học đầu tiên năm 2007.